# Карл X (король Франции)
Карл X (Карл-Филипп; фр. Charles X; 9 октября 1757[…], Версаль — 6 ноября 1836[…], Гориция, Австрийская империя) — король Франции с 1824 по 1830 годы, до 1824 года — граф д’Артуа и титулярный герцог Овернский. Последний реально царствовавший представитель старшей линии Бурбонов на французском престоле. Один из самых консервативных монархов Франции. Свергнут в ходе Французской революции 1830 года.
В молодости он известен был легкомыслием своего поведения, но под старость сделался очень набожным и всецело подчинился влиянию духовенства. До конца своих дней он оставался страстным приверженцем системы Людовика XIV и врагом новых идей.

## Молодость. «Больший роялист, чем сам король»

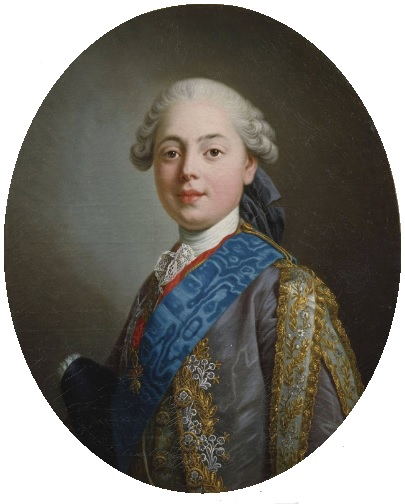
Карл X в детстве

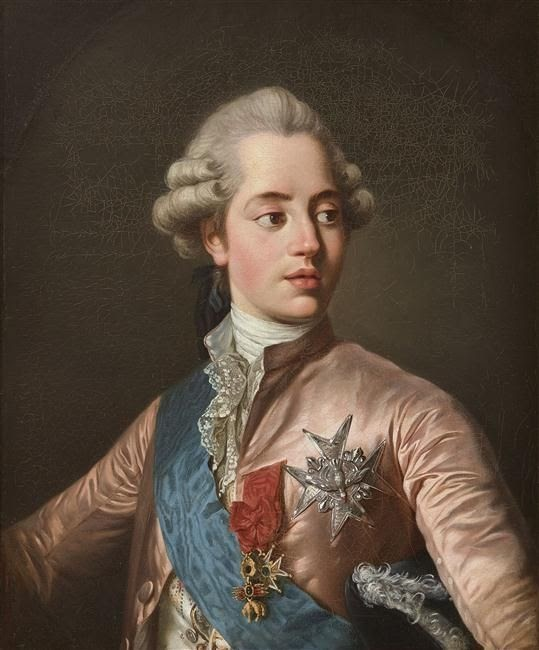
Карл X в молодости

Внук Людовика XV, сын дофина Людовика, умершего в 1765 году, младший брат Людовика XVI и графа Прованского (будущего Людовика XVIII). С рождения до вступления на престол (то есть бо́льшую часть жизни) носил титул графа д’Артуа. 16-летнего Карла женили на Марии-Терезе Савойской, старшей его на год дочери сардинского короля; рано став отцом двух сыновей, герцога Ангулемского и герцога Беррийского, и двух умерших в детстве дочерей, граф д’Артуа разошёлся с женой.
В отличие от старших братьев, добропорядочных, слабохарактерных, медлительных и с ранних лет склонных к полноте, молодой Карл был хорош собой, деятелен, общителен, остроумен, обладал бурным темпераментом и был известен как большой дамский угодник; «немногие красавицы были жестоки к нему», замечает один из современников. Впоследствии постоянной спутницей жизни Карла стала мадам де Поластрон, сестра герцогини де Полиньяк, придворной дамы королевы Марии-Антуанетты; принц был искренне и глубоко к ней привязан. Современники приписывали ему роман даже с самой королевой, что не соответствовало действительности.
2 июня 1815 г. был награждён орденом Св. Андрея Первозванного.
По политическим своим взглядам Карл был ярым противником демократии и увеличения полномочий третьего сословия; это было причиной его непопулярности, и, возможно, слухи о связи с Марией-Антуанеттой были пущены его политическими противниками. Тем не менее он поддерживал некоторые реформы, направленные на укрепление экономики Франции в предреволюционный период. В начале 1789 года граф д’Артуа настолько резко критиковал революционное Национальное собрание, что Людовик XVI иронически назвал младшего брата «бо́льшим роялистом, чем сам король» (фр. plus royaliste que le roi); эти слова вошли в поговорку.

## Пребывание в эмиграции

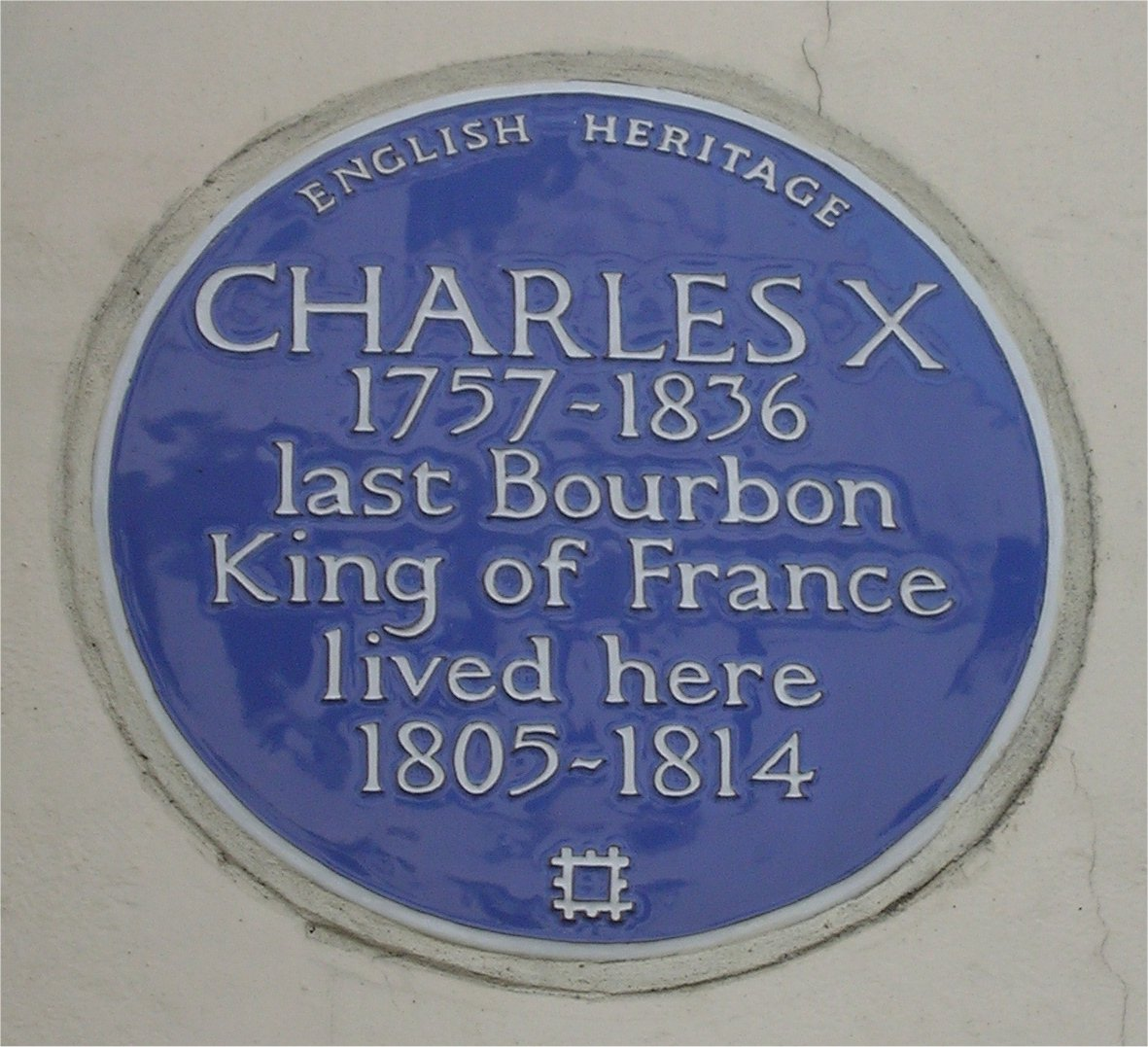
Мемориальная доска на доме, где жил будущий Карл X в 1805—1814 годах (Лондон, Саут-Одли-Стрит, 72)

После падения Бастилии в 1789 году Людовик XVI попросил Карла уехать из Франции с семьёй, так как опасался, что дальнейшее пребывание Карла в Париже может его погубить — столь общественное мнение было настроено против принца-консерватора. Кроме того, в этом решении был и политический расчёт: граф д’Артуа мог представлять брата при европейских дворах, а также, в случае, если с семьёй самого Людовика XVI в ходе революции случится худшее — Карл, имевший двух сыновей, мог продолжить династию в изгнании.
Худшее случилось: Людовик XVI, его жена и сестра погибли на эшафоте в 1793 году, а его малолетний сын, " Людовик XVII ", умер после заточения и издевательств в 1795 году. Королём Франции в изгнании провозгласил себя следующий по старшинству брат Людовика XVI, граф Прованский (Людовик XVIII); так как он был бездетен, а по уму и энергичности сильно уступал Карлу — граф д’Артуа становился его наследником и фактическим вождём монархической партии в эмиграции.
Карл поселился в Великобритании (в Лондоне и Эдинбурге) и там, особенно после смерти своей подруги госпожи де Поластрон, умершей от чахотки в 1803 году, превратился из повесы в набожного католика, ведшего безупречную частную жизнь. Он поддерживал самое консервативное движение в католицизме — ультрамонтанизм. В 1805 году в Граце скончалась и законная жена графа д’Артуа, с которой он уже давно не жил — Мария-Тереза Савойская.

## Жизнь при Людовике XVIII
Когда Наполеон I был низложен, и Людовик XVIII вступил на престол (1814 год), граф д’Артуа, получивший титул Месье, жил в Эдинбурге и поначалу не хотел переезжать во Францию: он считал брата безбожником, циником и отступником от идеалов монархии (тем более что Людовик, действительно, вскоре согласился на конституцию и помиловал многих цареубийц).
Согласно другим источникам, граф Артуа 6 апреля 1814 г. был приглашён Талейраном во Францию, а уже 14 апреля, после визита к Александру I, принял из рук сената титул регента, а вместе с тем и правительственную власть. Являлся главой государства вплоть до прибытия Людовика XVIII в Париж 3 мая 1814 г.
Большой трагедией для Карла стало убийство его младшего сына, герцога Беррийского, которого заколол кинжалом рабочий Лувель в 1820 году. Сын был одним из немногих по-настоящему близких ему людей; кроме того, гибель герцога, оставившего только одну дочь, означала пресечение старшей мужской линии династии Бурбонов (старший сын Карла, герцог Ангулемский, не мог иметь детей) и переход короны к герцогу Орлеанскому Луи-Филиппу (потомку младшего брата Людовика XIV). Однако вдова герцога Беррийского оказалась беременной и через несколько месяцев после гибели мужа родила сына, Генриха, герцога Бордоского (он же граф Шамбор), прозванного «дитя чуда». Карл воспитывал обожаемого внука в духе ортодоксального монархизма — что впоследствии стоило Генриху французского престола, который он имел все шансы занять в 1873 году.

## Царствование

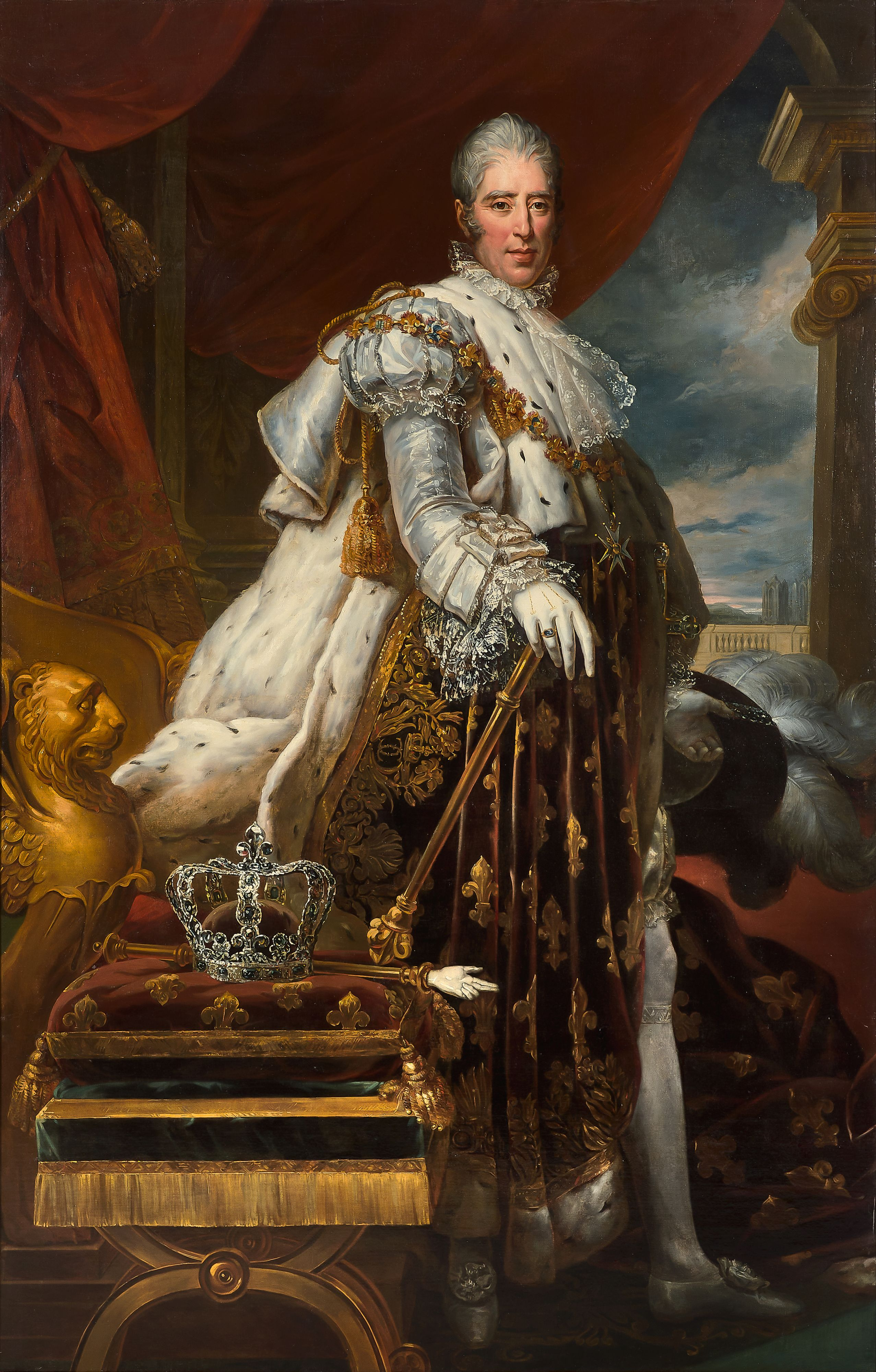
Коронационный портрет Карла X

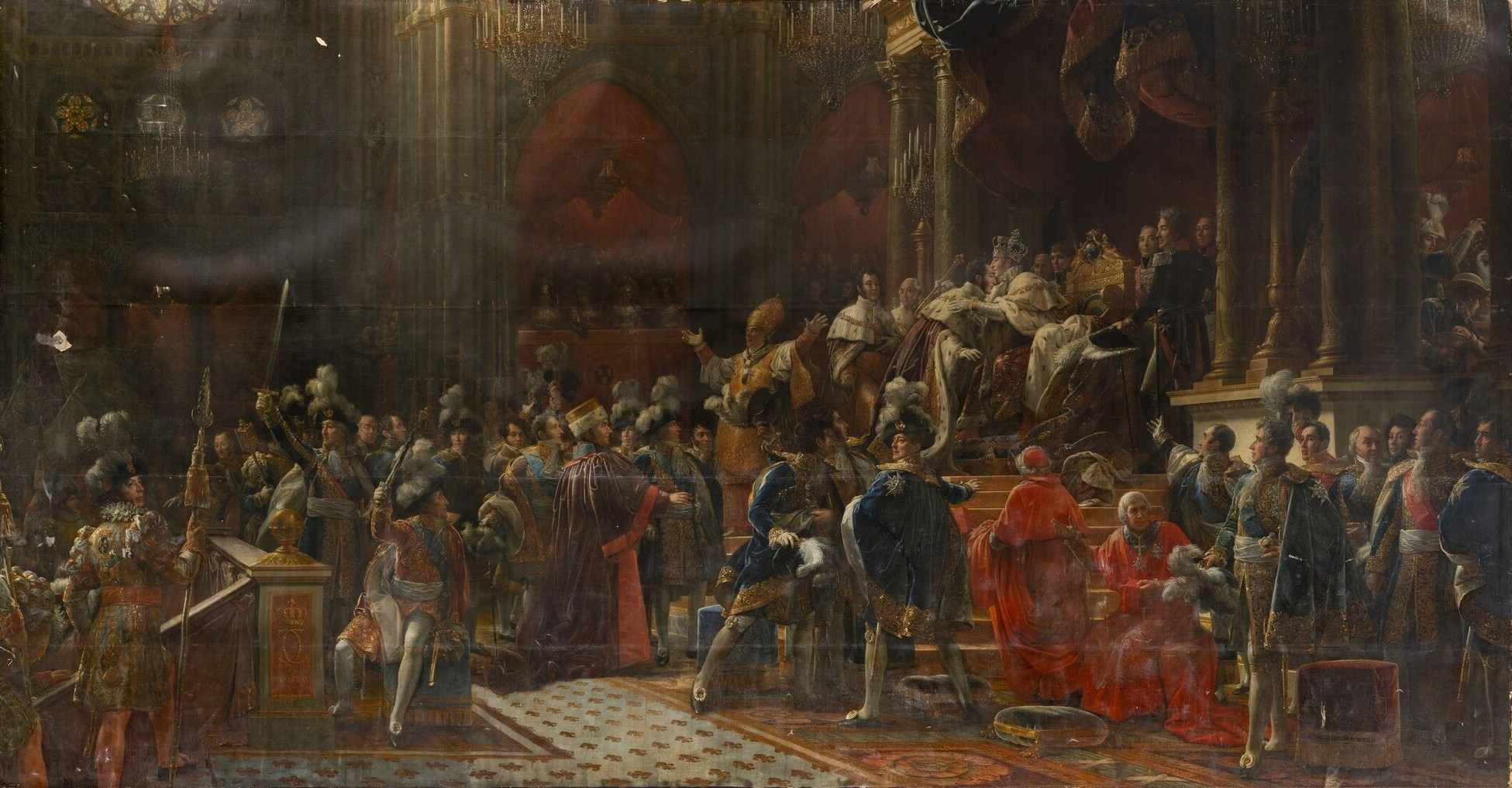
Франсуа Жерар. Коронация Карла X, 1825.

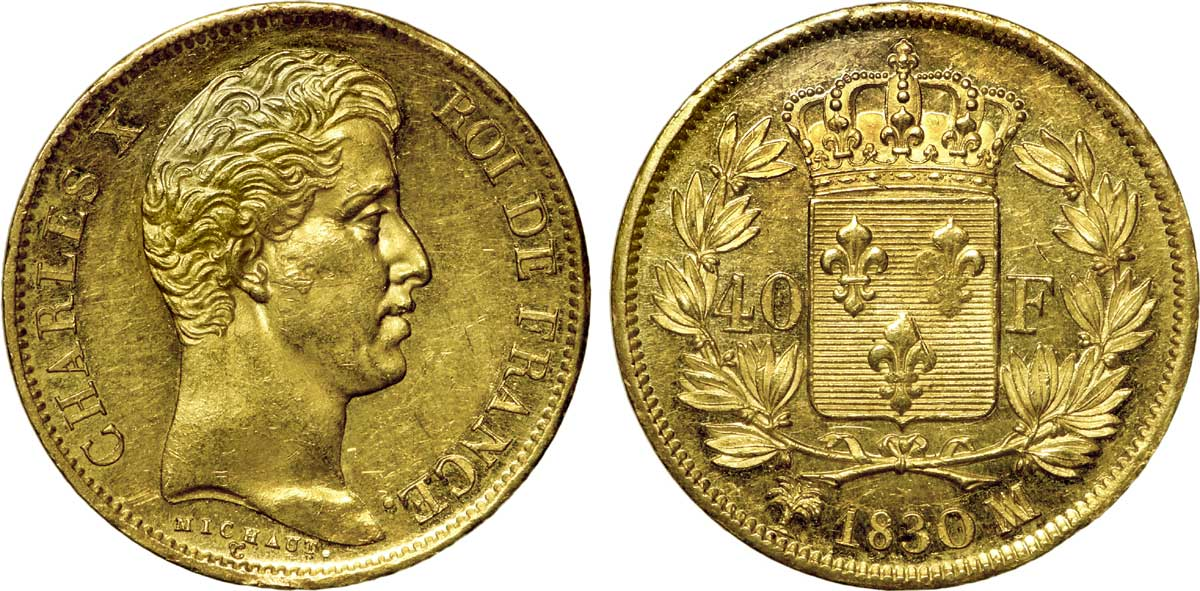
Карл X, изображённый на монете (аверс и реверс)

После кончины Людовика XVIII 16 сентября 1824 года Карл вступил на французский престол. Это была одна из немногих мирных и регулярных смен власти во Франции в XIX веке. В отличие от брата, так и не короновавшегося, Карл X решил подчеркнуть традиционные основы монаршей власти и венчался на царство в Реймсском соборе 28 мая 1825 года. Грандиозная и роскошная церемония, воспроизводившая мельчайшие детали средневековых коронаций, привлекла большое внимание современников, но вызвала и значительную критику. В частности, это касалось обряда исцеления золотушных больных, произведённого Карлом  31 мая, по настоянию провинциальных монархистов и части духовенства (двор склонялся к тому, чтобы отменить обряд). Во время церемонии коронации Карл поклялся быть верным «законам королевства и Конституционной хартии»; не отказавшись (как многие опасались) от присяги на верность конституции, он тем не менее поставил её на второе место.
Чувства общества во Франции и за границей по отношению к Карлу X были противоречивы. С одной стороны, у него была устойчивая репутация консерватора и врага гражданских свобод, игнорировавшего, в отличие от Людовика XVIII, завоевания революции и наполеоновского времени. С другой стороны, личность нового монарха вызывала симпатии: давно французским королём, после политической пассивности предшествующих Бурбонов, не оказывался такой волевой и целеустремлённый человек, несмотря на пожилой возраст (67 лет) полный желания лично руководить государственными делами. Первое время к преемнику Людовика XVIII с интересом относился, в частности, Пушкин.
Внешняя политика короля была направлена на восстановление международного авторитета и власти Франции; при министерстве Полиньяка были разработаны другие проекты в этом направлении, в частности экспедиции в Алжир. Сам Карл поддерживал хорошие отношения с Российской империей. Совместные действия в Наваринском сражении и согласованная позиция Англии, Франции и России в поддержку независимости Греции создавали почву для дальнейшего франко-русского сближения. Предполагалось расширить Францию в рамках европейской реорганизации после распада Османской империи. Директорат по политическим вопросам Министерства иностранных дел во главе с Шарлем-Эдмондом бароном де Буслекомтом написал меморандум, одобренный Советом министров 3 сентября 1829 года: Франция поддерживала Россию в захвате османских территории в Азии. В обмен на это в Европе Франция восстанавливала бы территории, утраченные в Германии в 1814 году, как Саар и левобережье Рейна, а также Бельгию и Люксембург. Объединённое Нидерландское королевство предполагалось разделить. Оранский дом в качестве компенсации предполагалось поддержать на избрании на трон освобождённой Греции со включением в неё Восточной Фракии и Константинополя. Пруссии предоставлялись бы Голландия и Саксония, король Саксонии должен был бы получить компенсацию из земель на левом берегу Рейна, не исключался вариант территориального размена с Пруссией. Завершение русско-турецкой войны и последовавшая во Франции Революция сделали невозможным реализацию этого проекта.
Карл X проявил себя как щедрый меценат и последовательный покровитель искусств. Он сохранил и продолжил большинство строек общественных сооружений, начатых при Первой Империи. В Париже установили новую систему уличного освещения из 2000 фонарей (почти повсеместно разрушенные и разбитые во время революции). В год из казны и цивильного листа монарха выделялось до 1,5 млн франков на заказы, пособия и пенсии для художников, учёных, писателей, особенно при ремонте и украшении церквей и соборов. Карл часто лично посещал мастерские и вручал им медали, подчёркивая признание и поднимая социальный престиж творческих профессий. Салон изящных искусств был утверждён ежегодным мероприятием. Работа французских научных обществ и особенно археологии получили мощный импульс к развитию — в 1826 году с подачи короля был открыт Египетский отдел Лувра, заведующим которого стал Шампольон, несмотря на его республиканские симпатии. В 1825 году была приобретена богатейшая коллекция Эдме-Антуана Дюрана, в 1826-м собрание книг и рукописей Генри Солта. Карл установил ежегодный порядок проведения промышленных выставок в Лувре и основал там военно-морскую экспозицию. Последние годы Реставрации так же богатый период музыки и оперы; в целом, интеллектуальная, литературная и художественная жизнь Франции была оживлена многими дебатами гораздо более свободными, чем при прежних режимах. При этом королевская поддержка не подразумевала какой-либо цензуры для получателей грантов, что шло вразрез с политикой правительств в отношении прессы. Впоследствии это послужило основанием болезненной и острой общественной реакции на введение цензуры.
Карл сохранил у власти консервативный кабинет Виллеля, сформированный его братом. В апреле 1825 года правительство одобрило закон, первоначально предложенный Людовиком XVIII, о выплате контрибуции (biens nationalaux) дворянам, чьи поместья были конфискованы во время революции. Закон предоставил государственные облигации на сумму около 988 миллионов франков тем, кто потерял свои земли, в обмен на их отказ от собственности. В том же месяце был принят Закон о борьбе со святотатством,  предусматривавший наказания вплоть до смертной казни, который вызывал раздражение в основном у антиклерикальных и лаицистских кругов, возмущавшихся откровенным клерикализмом короля и так же нарушением религиозных свобод, декларируемых Хартией. Объектом нападок оппозиционный прессы стали иезуиты, получившие возможность вернуться и снова открыть учебные заведения. Правительство Карла попыталось восстановить первородство только мужчин для семей, платящих налог в размере более 300 франков, но Палата депутатов проголосовала за это. Обсуждение проектов о компенсациях эмигрантам и «врагам революции» обеспокоило все слои и группы общества, потому что затрагивало вопросы собственности, перешедшей за годы Революции и Первой Империи в руки буржуа и мелких собственников. Подобная мера, исходящая от короля и ультрароялистов, воспринималась общественным мнением как первый шаг к возможному переделу собственности в ущерб недворянскому большинству или как возможная причина для повышения налогов для обеспечения выплат по облигациям. 12 апреля 1827 года Палата депутатов закономерно провалила проект поправок к законам о наследовании. На прошедшем через несколько дней параде Национальной гвардии не только войска, но и собравшиеся зрители встретили короля молчанием - многие мужчины не сняли шляп. 
Из-за того, что правительство Карла X считало растущей, безжалостной и все более резкой критикой как правительства, так и церкви, оно внесло в Палату депутатов предложение о принятии закона об ужесточении цензуры, особенно газет. Палата, со своей стороны, возражала так яростно, что униженному правительству ничего не оставалось, как отозвать свои предложения.
В 1827—1829 годах премьер-министром был центрист виконт де Мартиньяк, при котором политические страсти в общем улеглись; однако преемником его в августе 1829 года Карл назначил племянника покойной госпожи де Поластрон, лично преданного монарху князя Жюля де Полиньяка. Это решение, за которым стояли не только ультрамонархистские убеждения короля, но и воспоминания о любимой женщине, стоило Карлу X престола.
Реакционные политические меры кабинета Полиньяка были крайне непопулярны среди буржуазии и рабочих (в то время как крестьянство в основном поддерживало консервативный курс). Ряд умеренных правых отказался от всякого сотрудничества с министрами нового кабинета. Уже в конце августа 1829 года правительство потеряло поддержку в Палате из-за дезертирства фракции Шатобриана. Король начал склоняться к идее государственного переворота. 
Против нарушения конституционной Хартии 1814 года Карла X предостерегали многие консерваторы, в том числе российский император Николай I, однако политическая недальновидность короля и министров привела к необратимому кризису и острой конфронтации с Палатой депутатов. 30 апреля на том основании, что она вела себя оскорбительно по отношению к короне, король внезапно распустил Национальную гвардию Парижа, добровольную группу граждан, ранее считавшуюся надежным каналом между монархией и народом. 17 марта 1830 года большинство в Палате депутатов вынесло вотум недоверия, Послание 221, против короля и министерства Полиньяка. На следующий день Карл распустил парламент и встревожил оппозицию, отложив выборы на два месяца. В это время либералы отстаивали «221» как героев, в то время как правительство изо всех сил пыталось заручиться поддержкой по всей стране, поскольку префекты перетасовывались по департаментам Франции. Начатая кампания по захвату Алжира не помогла правительству отвлечь внимания публики от внутренних дел. Последовавшие за этим выборы, состоявшиеся с 5 по 19 июля 1830 г., вернули Полиньяку и его ультрароялистам незначительное большинство голосов, но многие члены палаты, тем не менее, были настроены враждебно по отношению к королю. 
Когда новые выборы 23 июня и 3 июля вновь дали внушительное большинство голосов оппозиции, король вновь назначил выборы. Кабинет Полиньяка, видя причину неудачи на выборах в возможностях агитации оппозиции, подготовил подписанные 25 июля королём и министрами Июльские ордонансы Полиньяка. Только что избранная палата депутатов вновь распускалась, приостанавливалась свобода прессы и сокращалось количество избирателей на предстоящих выборах, причем количество депутатов сокращалось и их лишали права внесения поправок. Указы, грубо нарушавшее основной закон страны, 26 июля, были опубликованы в ведущей консервативной газете Парижа Le Moniteur. Уже 27 июля это вызвало открытое восстание в Париже.

### Свержение

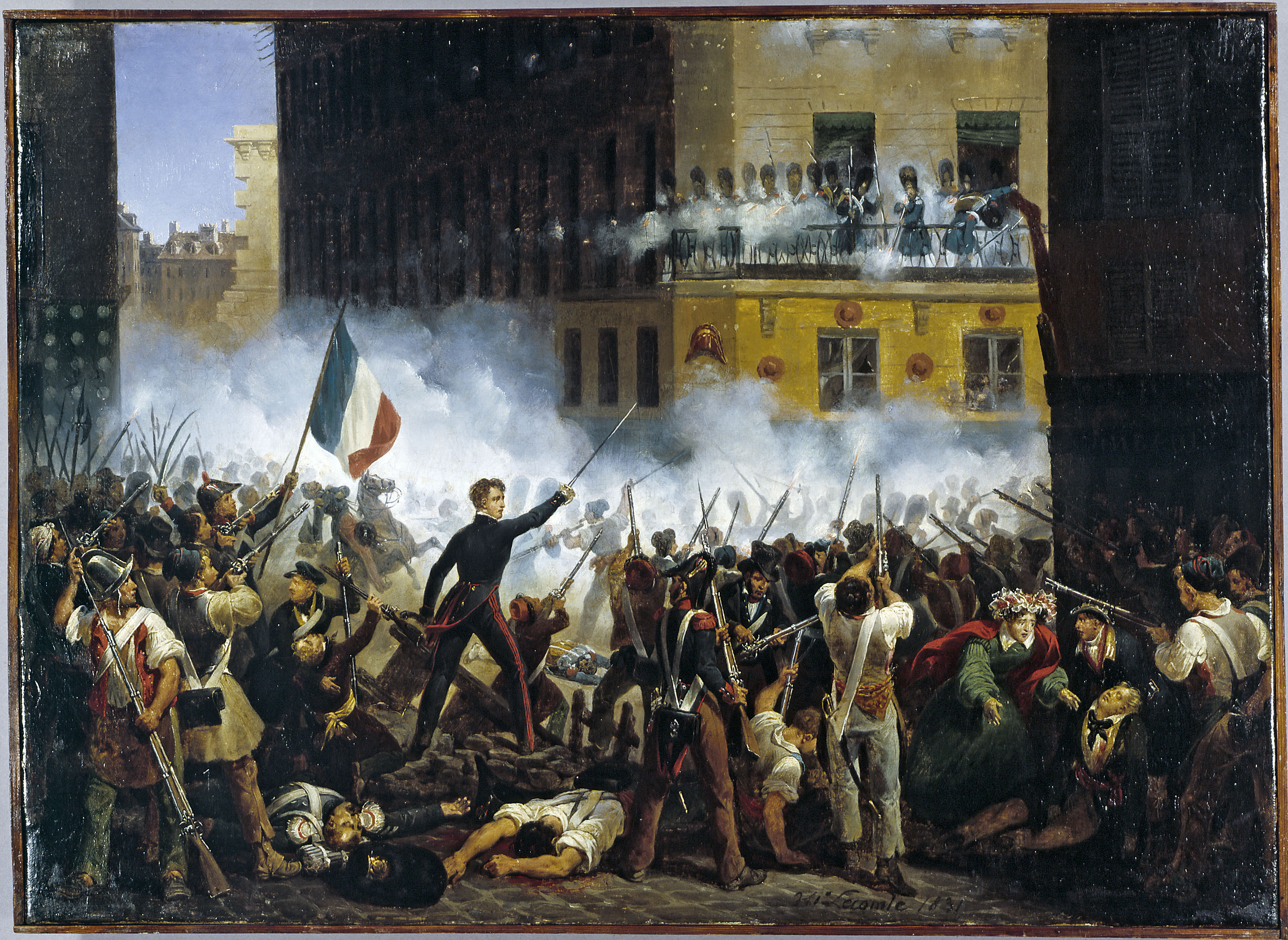
Эпизод революции 1830 года

Вторая французская революция 1830 года смела правительство Полиньяка; он и большинство его министров были арестованы, была подтверждена незыблемость конституционного строя. В этих условиях король предпочёл 2 августа отречься от престола и потребовал тотчас же отречения также от старшего своего сына, герцога Ангулемского (который в течение 20 минут формально был королём Людовиком XIX). Своим преемником он назвал десятилетнего внука, графа Шамбора, а регентом (наместником королевства) назначил герцога Орлеанского Луи-Филиппа. После этого Карл снова отправился в изгнание в Великобританию; после короткой остановки в Дорсете он прибыл в Холирудский дворец в Эдинбург, а оттуда вместе с семьёй переехал в Австрийскую империю.
Либеральное большинство Палаты депутатов отказалось признать малолетнего Шамбора королём (Генрихом V) и объявило престол вакантным. Луи-Филипп тем временем распространил прокламации, где объявил сенсационное «чудесное рождение» Шамбора обманом; якобы герцогиня Беррийская вовсе не была беременна, а родившийся в 1820 году мальчик — не внук Карла X, а бастард. Кроме того, он активно провозглашал свои либеральные взгляды и обещал блюсти конституционные порядки. Через неделю после отречения Карла X, 9 августа Палата депутатов передала, в нарушение порядка престолонаследия, престол Луи-Филиппу I, который стал конституционным «королём французов».

## Последние годы
Из Великобритании Карл вместе с семьёй переехал в Австрийскую империю и жил в различных замках на территории современных Чехии, Италии и Словении. Карл резко отрицательно отнёсся к авантюре своей невестки Марии-Каролины Неаполитанской, высадившейся в 1832 году во Франции и попытавшейся поднять восстание в поддержку малолетнего сына. Всё это время он признавал законным королём своего внука. Однако часть приверженцев старшей линии Бурбонов (легитимистов) считали Карла X королём до смерти. Кроме того, в 1835 году о незаконности и вынужденности своего отречения в 1830 году заявил герцог Ангулемский.
Карл X умер 6 ноября 1836 года от холеры, заразившись ею при переезде в Гёрц. По случаю его смерти при русском императорском дворе был объявлен траур. Как и большинство умерших в эмиграции после 1830 года членов его семьи, он похоронен в церкви Благовещения в австрийской Кастаньявицце; ныне это Костаньевица у Нова-Горицы в Словении. Ранее, после похорон Людовика XVIII, Карл приготовил для себя рядом с ним в аббатстве Сен-Дени место для погребения: чёрная гранитная плита без надписи, аналогичная тем, под которыми покоятся Людовик XVI, Мария-Антуанетта и Людовик XVIII, сохранилась до настоящего времени.

## Образ в кино
- Мария-Антуанетта (США, 1938) — актёр Реджинальд Гардинер[англ.]
- «Вернёмся на Елисейские поля[фр.]» (Франция, 1938) — актёр Жан-Мари Робен[фр.]
- «Хромой дьявол» (Франция, 1948) — актёр Морис Тейнак
- «Наполеон: путь к вершине» (Франция, Италия, 1955) — актёр Роберт Селер[фр.]